# Dendrophyllia incisa
Espèce
Statut CITES
Dendrophyllia incisa est une espèce de coraux appartenant à la famille des Dendrophylliidae.